# موسیقی برای توده‌ها
«موسیقی برای توده‌ها» (به انگلیسی: Music for the Masses) آلبومی از دپش مد است که در سال ۱۹۸۷ میلادی منتشر شد.